# Serena Scott Thomas
Serena Scott Thomas est une actrice britannique, née le 21 septembre 1961 à Nether Compton, dans le comté du Dorset, au Royaume-Uni.
Au début de sa carrière, elle a été créditée sous son nom complet de naissance « Serena Harriet Scott Thomas ».
Elle est la sœur cadette de l’actrice Kristin Scott Thomas.

## Biographie

### Jeunesse et famille
Serena Harriet Scott Thomas est née le 21 septembre 1961 à Nether Compton, dans le comté du Dorset, au Royaume-Uni.

### Carrière
Elle a joué un rôle récurrent dans la série Nash Bridges, a été James Bond girl dans Le monde ne suffit pas et l'épouse de Bruce Willis dans Otage.

## Filmographie

### Cinéma

#### Court métrage
- 2002 : Montgomey: A Life in the Tack de Marc Karzen : Contessa
- 2012 : Success Driven de Yancey Arias : la femme

#### Long métrage
- 1991 : L'Âge de vivre (Let Him Have It) de Peter Medak : Stella
- 1994 : Sherwood's Travels de Ron Coswell et Steve Miner : Marian Sherwood
- 1998 : Relax... It's Just Sex de P. J. Castellaneta (en) : Megan Pillsbury
- 1999 : Le monde ne suffit pas (The World Is Not Enough) de Michael Apted : Dr Molly Warmflash
- 2000 : Skeleton Woman de Vivi Letsou : Anna
- 2002 : Orage virtuel (Storm Watch) de Terry Cunningham : Dr Valerie Harman
- 2004 : Haven de Frank E. Flowers : Mme Allen
- 2005 : Otage (Hostage) de Florent Emilio-Siri : Jane Talley
- 2006 : The Thirst (en) de Jeremy Kasten (en) : Mariel
- 2008 : Brothel (en) d'Amy Waddell : Julianne
- 2014 : Inherent Vice de Paul Thomas Anderson : Sloane Wolfmann

### Télévision

#### Téléfilm
- 1992 : La Voix du sang (The Guilty) de Colin Gregg : Mandy Watson
- 1993 : Diana, princesse de Galles (en) de Kevin Connor : Princesse Diana, princesse de Galles
- 1993 : Harnessing Peacocks (en) de James Cellan Jones : Hebe Rutter
- 1994 : Bermuda Grace (en) de Mark Sobel : Kathy Madeira
- 1995 : Rik Mayall presents Clair de lune (Clair de Lune) de Paul Unwin (en) : Clare
- 1996 : The Way to Dusty Death de Geoffrey Reeve (en) : Alexis Dunetskaya
- 2011 : Kate et William : Quand tout a commencé... (William & Kate) de Mark Rosman : Carole Middleton

#### Série télévisée
- 1990 : She-Wolf of London (en) (saison 1, épisode 06 : Little Bookshop of Horrors) : Hope Westfield
- 1991 : Hercule Poirot (Agatha Christie's Poirot) (saison 3, épisode 05 : Le Guêpier) : Model Girl
- 1997 : Nostromo (en) (mini-série) : Emilia Gould
- 1996 - 1998 : Nash Bridges (15 épisodes) : Kelly Weld
- 1998 : Buffy contre les vampires (Buffy the Vampire Slayer) (saison 3, épisode 07 : Révélations) : Gwendolyn Post
- 2001 : Les Âmes damnées (en) : Dr Nicole De Brae
  - (saison 1, épisode 01 : Pilot)
  - (saison 1, épisode 03 : The Deal)
  - (saison 1, épisode 04 : Bad Blood)
  - (saison 1, épisode 05 : Running Scared)
  - (saison 1, épisode 06 : One Step Closer to Roger)
- 2002 : Espions d'État (The Agency) (saison 1, épisode 11 : Échange non standard) : British Intelligence Officer's Wife
- 2003 : Division d'élite (The Division) (saison 3, épisode 13 : Pauvre Petite Fille riche) : Mme Campbell
- 2003 : Spy Girls (She Spies) (saison 2, épisode 08 : Love stories) : Mrs. Porter
- 2004 - 2005 : Summerland : Anastacia Dubois
  - (saison 1, épisode 10 : Une dernière chance)
  - (saison 1, épisode 13 : Le Choix du cœur)
  - (saison 2, épisode 02 : Être soi-même)
- 2005 : Over There (saison 1, épisode 11 : Orphelins) : Sophie / Orphanage Director
- 2006 : Freddie (en) (saison 1, épisode 10 : Freddie the Himbo) : Celia
- 2006 - 2007 : Wicked Wicked Games (en) (6 épisodes) : Madeleine
- 2007 : NCIS : Enquêtes spéciales (NCIS) (saison 4, épisode 14 : La Grenouille) : Black Rose (non-créditée)
- 2007 : Nip/Tuck (saison 5, épisode 01 : Cœurs et scalpels) : Miranda Nelson
- 2012 : Dark Wall (saison 1, épisode 01 : Whispers) : Alicia
- 2016 : Rizzoli and Isles (saison 7, épisode 06 : Esprit, es-tu là ?) : Samantha Caspary